# Zixiao (köpinghuvudort i Kina, Jiangxi Sheng, lat 27,02, long 116,28)
Zixiao är en köpinghuvudort i Kina. Den ligger i provinsen Jiangxi, i den sydöstra delen av landet, omkring 190 kilometer söder om provinshuvudstaden Nanchang. Antalet invånare är 12 779. Befolkningen består av 6 222 kvinnor och 6 557 män. Barn under 15 år utgör 20,0 %, vuxna 15-64 år 70 %, och äldre över 65 år 9,0 %.
Runt Zixiao är det ganska tätbefolkat, med 139 invånare per kvadratkilometer. Närmaste större samhälle är Baishe, 15,5 km öster om Zixiao. I omgivningarna runt Zixiao växer i huvudsak blandskog.
Genomsnittlig årsnederbörd är 2 261 millimeter. Den regnigaste månaden är maj, med i genomsnitt 345 mm nederbörd, och den torraste är oktober, med 22 mm nederbörd.